# Ceratopsyche valvata
Ceratopsyche valvata är en nattsländeart som först beskrevs av Martynov 1927.  Ceratopsyche valvata ingår i släktet Ceratopsyche och familjen ryssjenattsländor. Inga underarter finns listade i Catalogue of Life.